# Cestino con frutta e fruttiera bianca
Cestino con frutta e fruttiera bianca è un dipinto di Giovanni Brancaccio. Eseguito nel 1960, appartiene alle collezioni d'arte della Fondazione Cariplo.

## Descrizione
Questa natura morta si colloca nel solco della produzione postbellica di Brancaccio: una pittura prevalentemente aniconica per soggetto ed essenziale quanto a forma e composizione, in risposta sia al formalismo e al monumentalismo novecentista, sia alle tendenze astratte di quegli anni.

## Storia
Realizzato nel 1960, il dipinto concorse al Premio Michetti del 1961, aggiudicandosi il premio acquisto da parte della Fondazione Cariplo. Venne quindi esposto a una mostra antologica sull'autore tenuta a Roma nel 1972, e all'esposizione Tesori d'arte delle banche lombarde, allestita a Milano nel 1995.